# 2016年拉马迪炸弹袭击
2016年1月27日，伊拉克拉马迪市有多达十二枚汽车炸弹被引爆。袭击事件造成伊拉克军第10师55名伊拉克士兵和亲政府的伊拉克部落战斗人员死亡，受伤人数不详。伊拉克和黎凡特伊斯兰国声称对此次袭击事件负责。